# Écuelle
Écuelle település Franciaországban, Haute-Saône megyében. Lakosainak száma 67 fő (2022. január 1.). Écuelle Framont, Champlitte, Oyrières és Vars községekkel határos.

## Népesség
A település népességének változása:
| Lakosok száma | 81   | 76   | 75   | 70   | 67   | 65   | 64   | 62   | 67   |
|               | 2013 | 2015 | 2016 | 2017 | 2018 | 2019 | 2020 | 2021 | 2022 |